# Перегу-Маре (комуна)
Перегу-Маре (рум. Peregu Mare) — комуна у повіті Арад в Румунії. До складу комуни входять такі села (дані про населення за 2002 рік):
- Перегу-Маре (901 особа) — адміністративний центр комуни
- Перегу-Мік (899 осіб)

Комуна розташована на відстані 451 км на північний захід від Бухареста, 32 км на захід від Арада, 58 км на північний захід від Тімішоари.

## Населення
За даними перепису населення 2002 року у комуні проживали 1800 осіб.
Національний склад населення комуни:
| Національність | Кількість осіб | Відсоток |
| -------------- | -------------- | -------- |
| угорці         | 838            | 46,6%    |
| румуни         | 389            | 21,6%    |
| словаки        | 329            | 18,3%    |
| німці          | 83             | 4,6%     |
| чехи           | 69             | 3,8%     |
| українці       | 65             | 3,6%     |
| цигани         | 24             | 1,3%     |
| хорвати        | 1              | 0,1%     |

Рідною мовою назвали:
| Мова       | Кількість осіб | Відсоток |
| ---------- | -------------- | -------- |
| угорська   | 840            | 46,7%    |
| румунська  | 429            | 23,8%    |
| словацька  | 312            | 17,3%    |
| німецька   | 77             | 4,3%     |
| чеська     | 68             | 3,8%     |
| українська | 52             | 2,9%     |
| циганська  | 20             | 1,1%     |

Склад населення комуни за віросповіданням:
| Релігія                                       | Кількість осіб | Відсоток |
| --------------------------------------------- | -------------- | -------- |
| реформати                                     | 846            | 47,0%    |
| греко-католики                                | 361            | 20,1%    |
| православні                                   | 354            | 19,7%    |
| римо-католики                                 | 205            | 11,4%    |
| лютерани (Синодально-пресвітеріанська церква) | 14             | 0,8%     |
| баптисти                                      | 9              | 0,5%     |
| п'ятдесятники                                 | 8              | 0,4%     |
| старообрядці                                  | 1              | 0,1%     |
| лютерани (Аугсбурзького сповідання)           | 1              | 0,1%     |
| не вказали релігію                            | 1              | 0,1%     |